# Bursaria
Bursaria is een geslacht van grote struiken en kleine bomen uit de familie Pittosporaceae. De soorten zijn endemisch in Australië.

## Soorten
- Bursaria calcicola L.W.Cayzer, Crisp & I.Telford
- Bursaria incana Lindl.
- Bursaria longisepala Domin
- Bursaria occidentalis E.M.Benn.
- Bursaria reevesii L.W.Cayzer, Crisp & I.Telford
- Bursaria spinosa Cav.
- Bursaria tenuifolia F.M.Bailey